# Trachyrhamphus bicoarctatus
Trachyrhamphus bicoarctatus és una espècie de peix de la família dels singnàtids i de l'ordre dels singnatiformes.

## Morfologia
- Els mascles poden assolir 40 cm de longitud total.[4][5]

## Reproducció
És ovovivípar i el mascle transporta els ous en una bossa ventral, la qual es troba a sota de la cua.

## Depredadors
És depredat per Thunnus albacares.

## Hàbitat
És un peix marí de clima tropical i associat als esculls de corall que viu entre 1-42 m de fondària.

## Distribució geogràfica
Es troba des del Mar Roig i l'Àfrica oriental fins a Nova Caledònia, el sud del Japó i les Illes Mariannes (Micronèsia).